# Bartsia peruviana
Bartsia peruviana är en snyltrotsväxtart som beskrevs av Wilhelm Gerhard Walpers. Bartsia peruviana ingår i släktet svarthösläktet, och familjen snyltrotsväxter. Inga underarter finns listade i Catalogue of Life.